# Caso Marco Aurélio
O Caso Marco Aurélio refere-se ao desaparecimento do garoto escoteiro Marco Aurélio Bezerra Bosaja Simon (São Paulo, 16 de janeiro de 1970), durante uma excursão ao Pico dos Marins, no município de Piquete, em São Paulo, em 8 de junho de 1985. Para tentar encontrar o garoto, foi posicionada uma das maiores equipes de buscas do Brasil. A revista Go Outside elegeu como um dos dez maiores desaparecimentos do mundo, colocando em terceiro lugar.
As investigações oficiais foram encerradas após o arquivamento do caso em 8 de abril de 1990. O caso foi desarquivado para estudo em 10 de março de 2005, para investigação feita pelo jornalista investigativo Rodrigo Nunes, que foi publicada em dois livros, posteriormente compilados em um só, em 2015. A investigação apresentada no livro aponta inconsistências nos relatos dos garotos escoteiros, do líder deles, da investigação policial e contém diversas teorias e entrevistas de testemunhas da época.
O caso foi reaberto para investigação em 2021. As novas linhas de investigação contam com auxílio de drones com tecnologia alemã que detectaram locais que teriam ossadas no Pico dos Marins.

## História

### Versão oficial
A versão oficial do inquérito policial foi produzida a partir de relatos do líder Juan Bernabeu Céspedes e dos escoteiros Osvaldo Lobeiro, Ricardo Salvione e Ramatis Rohm. Afonso Xavier, que era muito familiarizado com o local, cedeu um espaço para o grupo se acomodar, que fica na base do Pico dos Marins. Ao escalar o pico, um dos garotos, Osvaldo Lobeiro, teria dito que machucou o joelho.
Juan Bernabeu Céspedes disse que permitiu que Marco Aurélio voltasse sozinho ao acampamento, descendo o Pico dos Marins e abrindo caminho na frente, marcando as pedras com giz o número 240 (identificação do Grupo de Escoteiros Olivetanos).
Quinze minutos depois da separação dos garotos, já não era possível ver Marco Aurélio descendo o Pico do Marins em direção ao acampamento.
Vindo após Marco Aurélio, o grupo identificou somente três marcas deixadas pelo garoto, que os levaram até uma bifurcação. Marco Aurélio teria escolhido seguir pelo lado esquerdo da bifurcação, mesmo tendo obstáculos que atrapalhariam a passagem do grupo com um dos membros machucado. O líder Juan teria contrariado a opinião dos garotos e foi pelo lado direito, direção oposta de Marco, afirmando que os caminhos se encontravam mais à frente, o que não aconteceu. Na manhã do dia seguinte, Juan procurou Marco andando nas trilhas, como não o achou, chamou as autoridades.
Após entrevistar o datilógrafo Vicente de Paula Santos, que disse que um major proibiu que ele acompanhasse os depoimentos, tendo que datilografar depois com o delegado Izidro de Ferraz ditando, Rodrigo Nunes disse que o inquérito policial não é confiável. O guia e voluntário Olindo Roberto Bonifácio, que participou da reconstituição do caso, questionou a versão de Juan Bernabeu Céspedes sobre ter cortado uma árvore, "de onde Juan falou que cortou uma árvore, até hoje não a encontramos".

### Buscas e investigação
Ivo Simon, pai de Marco Aurélio, por ter muitos contatos na cidade de Lorena mobilizou através da imprensa as Forças Armadas nas buscas, por meio do 5° BIL (Batalhão de Infantaria Leve de Lorena), com 180 soldados, bem como o Centro de Operações Especiais (COE) com 18 homens. Participaram das buscas ainda 6 alpinistas de Agulhas Negras, helicópteros da base área da Escola de Especialistas de Aeronáutica de Guaratinguetá e um avião enviado pelo então governador de São Paulo, Franco Montoro.

## Teorias
Foram indicadas várias teorias para o desaparecimento. Uma delas foi apontada por um delegado, que sugeriu o possível envolvimento de extraterrestres, devido ao Pico dos Marins ser supostamente uma região com poder magnético. Quando os adolescentes se preparavam para dormir após a segunda noite de buscas, desta vez, próximo ao local que Marco desapareceu, ouviram o som de um grito que foi seguido pelo apito direcionado do matagal. Sabendo que Marco tinha um apito por ser escoteiro, saíram correndo em direção ao matagal, observando apenas luzes azuis que piscaram três vezes. O grupo gritou e apitou, mas não obtiveram resposta. A teoria das luzes azuis é sustentada somente pelo grupo de escoteiros que presenciou. Afonso Xavier, que também presenciou o fato, discordou deles, disse que as luzes eram de casas distantes da região.

A teoria dos extraterrestres, dentre outras, foi questionada por Ivo Bosaja Simon em 2011:
Um depoimento controverso foi obtido do escoteiro Osvaldo Lobeiro, que foi separado dos outros garotos e presenciou Juan Bernabeu Céspedes sendo torturado, sem o acompanhamento do escrivão. Após o fato a polícia tentou avançar com a hipótese que Juan Bernabeu Céspedes abusou de Marco Aurélio e o teria matado.

## Contradições

### Inquérito policial
O resumo do inquérito divulgado no blog da família apresenta uma lista de questionamentos nos autos envolvendo o líder dos escoteiros Juan Bernabeu Céspedes.

"1 - Em reunião na diretoria do Grupo Escoteiro Olivetano foi decidido que a subida ao Pico dos Marins somente seria feita com guia especializado. Foi indicado para a função o sr. Afonso, mais de 30 anos guia na região. O líder Juan dispensou o guia, alegando ter ouvido que ele não teria tempo. A alegação foi desmentida pelo sr. Afonso e pela esposa dele, em depoimento à Polícia, quando informaram que até lanche ele já tinha preparado para esse trabalho (IP - fls. 7 e 11);
2 - Outro grupo escoteiro que escalaria o Pico dos Marins passou pelo acampamento e convidou o Grupo Olivetano para subir junto. O líder não aceitou (IP - fls. 26 e 27);
3 - Quando o escoteiro se machucou, por volta de 14,00 horas, o líder autorizou Marco Aurélio a buscar socorro. Caminhou com ele cerca de 100 metros, até duas pedras, indicou o caminho e voltou sozinho até onde estavam os demais garotos. Regra básica em locais desconhecidos é nunca separar elementos do grupo. Por que o líder, de grande experiência no escotismo, ignorou isso?
4 - O líder e os três garotos decidiram regressar à base. Caminharam até as duas pedras e, sob a alegação de que o garoto machucado não conseguiria passar por elas (as pedras), desceram pela direita, caminho totalmente diferente do seguido por Marco Aurélio. Se conseguisse socorro, como Marco Aurélio reencontraria o grupo, se este havia seguido um caminho diferente?
5 - Por volta de 2h00 da manhã, o grupo chegou à Fazenda do "Seu" Filinho. O óbvio seria perguntar se um escoteiro teria passado por ali. O líder não fez isso (IP - fls. 21).
6 - Quando o grupo chegou à base do acampamento, por volta de 5,00 ou 6,00 (da manhã seguinte), Marco Aurélio ali não estava. O lógico seria o líder ter ido à casa do sr. Afonso, a 50 metros de distância, e perguntar se Marco Aurélio estaria lá ou havia passado por lá. O líder não o fez (IP fls.23).
7 - O líder deixou os escoteiros na base e regressou sozinho à montanha para (segundo ele) tentar reencontrar Marco Aurélio. Regressou cinco horas depois, sem sucesso (IP - fls. 23).
8 - Face às suspeitas, o líder concordou em passar pelo Polígrafo (IP - fls. 73). Na data determinada, o delegado Francisco Baltazar Martin afirmou que ele havia sofrido pressão psicológica e o resultado poderia dar alterado (IP - fls. 74/75). Segundo comentários na Polícia, a decisão deveu-se a ingerência da União dos Escoteiros do Brasil, para preservar a imagem da instituição.
9 - Como antecedentes, o líder foi expulso de outro grupo escoteiro (IP - fls. 100). Outros depoimentos explicitam sua má conduta:
a) Dr. Anivaldo Registro, Delegado do G.A.S. - Grupo Anti-Sequestro de SP, afirma que ele cometeu erros "de forma proposital" (IP - fls. 67, 68, 69, 77);
b) Pedro Teixeira da Silva, industrial, ..."este não cumpria o regulamento do escotismo, era autoritário, ameaçava os garotos e não admitia ser repreendido" (IP - fls. 93);
c) Dr. Pedro Orlando Petrere Júnior, dentista, "... modo estranho de comportamento ... frio, com conduta que às vezes fugia ao normal de uma pessoa sã." (IP - fls. 100;
10 - O laudo da reconstituição só foi fornecido após longo tempo e o pai do garoto ter recorrido à Corregedoria da Polícia Civil. O laudo foi tendencioso, apontando apenas indícios de fuga do garoto. O inquérito policial tem 391 fls. e foi arquivado em 26 de abril de 1990, por determinação do Juiz de Direito Walter Luiz Esteves de Azevedo, acolhendo manifestação do Doutor Promotor Mauro de Oliveira Navarro."

### Trilha
Ao conceder uma entrevista à Rádio Mantiqueira, o delegado questionou o tempo que grupo de escoteiro levou para subir o Pico do Marins: 

### Incêndio
No terceiro dia de buscas por Marco Aurélio Simon, ocorreu um incêndio de grandes proporções no Picos dos Marins. Dois delegados, o George Henry e Bayerlein, que presenciavam o fato, questionaram se o possível incidente não teria sido proposital para atrapalhar as buscas, pois aquele seria o primeiro dia em que os dois iriam trabalhar no caso Marco Aurélio.

### Batalhão de Infantaria Leve de Lorena
O guia Ronaldo Nunes questionou por qual motivo o tenente Fischer, do Quinto Batalhão de Infantaria Leve de Lorena, ordenou que operação pente fino fosse feita em fila indiana. Mesmo com o erro apontado, o tenente ignorou.

## Repercussão
Camila Galvão, do Mega Curioso, notou similaridades no caso com Stranger Things (2016), chamando de "Stranger Things Brasil".

### Série de livros
Rodrigo Nunes Godoy resolveu desarquivar o inquérito em 2005, para um trabalho de conclusão de curso (TCC). Um dos motivos para escolher o caso, é que por ser um guia turístico antes, as pessoas o perguntavam sobre a "lenda" de Marco Aurélio, sendo que é um fato histórico, questionando também se o caso não teria sido criado para o turismo na região. Observou também que muita coisa surgiu do imaginário popular, algumas coisas ao serem investigadas "caíram por terra", como ataque de animal e ufologia. Não procuraram o garoto na serra inteira, porém em um raio de 30 Km a partir do local em que Osvaldo teria se machucado.
O primeiro livro foi lançado em julho de 2006, "Operação Marins – O Sumiço do Escoteiro Marco Aurélio" (Editora Atlas), feito com base em sessenta entrevistas. O primeiro livro apresenta as versões e as hipóteses, dexando a conclusão para o leitor.
Foi seguido por "Operação Marins 2 – Novas Descobertas" (da Editora Conecta, em dezembro de 2007) e "Operação Marins - Edição Brasil - Desaparecimento do Escoteiro Marco Aurélio - 30 anos de mistério" (Editora Casa, 2015). O último livro é a compilação do volume 1 e 2, com dados atualizados e com algumas teorias selecionadas pelo autor que foram enviadas por leitores. Todos os livros foram revisados pelo jornalista Caco Barcellos.

### Blog e filme
O também jornalista Ivo Bosaja Simon, pai de Marco Aurélio, declarou em 2011 que montava um roteiro de cinema e iria abrir um blog (lançado como "EscoteiroDesaparecido" no blogspot) para preservar a história do caso, nesse mesmo ano foram reabertas as investigações particulares por parte da família. Ivo possui cerca de 400 páginas das investigações, com os laudos nelas assinadas por policiais que já se aposentaram ou morreram. Também foi anunciado que estava sendo produzido um filme.
O retrato atual do irmão gêmeo de Marco Aurélio, Marco Antônio foi divulgado em um cartaz em 2013 para ajudar nas investigações com a descrição no blog da família: "De acordo com as características do irmão, Marco Aurélio deve estar hoje com aproximadamente 80 quilos, 1,70m de altura e 40 anos. Entre os sinais característicos estão estrabismo acentuado no olho esquerdo e uma cicatriz de cirurgia no abdômen." Foram feitos testes de DNA em cinco pessoas que afirmavam ser Marco Aurélio, todos deram negativo.

### UEB
A União dos Escoteiros do Brasil (UEB) teve sua reputação afetada devido ao caso. Para tentar diminuir o grande número evasões após o desaparecimento de Marco Aurélio Simon, divulgou informações falsas.

### Notícia falsa em 2021
Em julho de 2021, o delegado Fábio Cabett desmentiu os áudios que circulam nos aplicativos que dizem "que o pai [de um suposto criminoso com problemas psiquiátricos] teria enterrado o garoto [Marco Aurélio] debaixo da cama para proteger o filho, mas essa pessoa [responsável pelo áudio] não disse nada disso (...) Agora, todo cuidado é pouco. Essas informações só atrapalham o nosso trabalho."

### Podcast
Em novembro de 2022, a Globoplay lançou o podcast "Pico dos Marins", contando o caso Marco Aurélio. A ideia inicial foi do cineasta Marcelo Mesquita, que pretendia fazer um documentário acerca do assunto e apresentou ao Globoplay. A direção é de Ivan Mizanzuk, criador do podcast Projeto Humanos.